# Rue Defrance
La rue Defrance est un des axes importants de Vincennes.

## Situation et accès
La rue Defrance suit le tracé de la route départementale 143. Commençant au croisement du boulevard de la Libération, elle se dirige vers l'est et croise notamment la rue Jules-Massenet. Elle traverse ensuite l'intersection de la rue Félix-Faure avec la rue Pasteur et l'avenue Paul-Déroulède pour se terminer au carrefour des Rigollots.

## Origine du nom

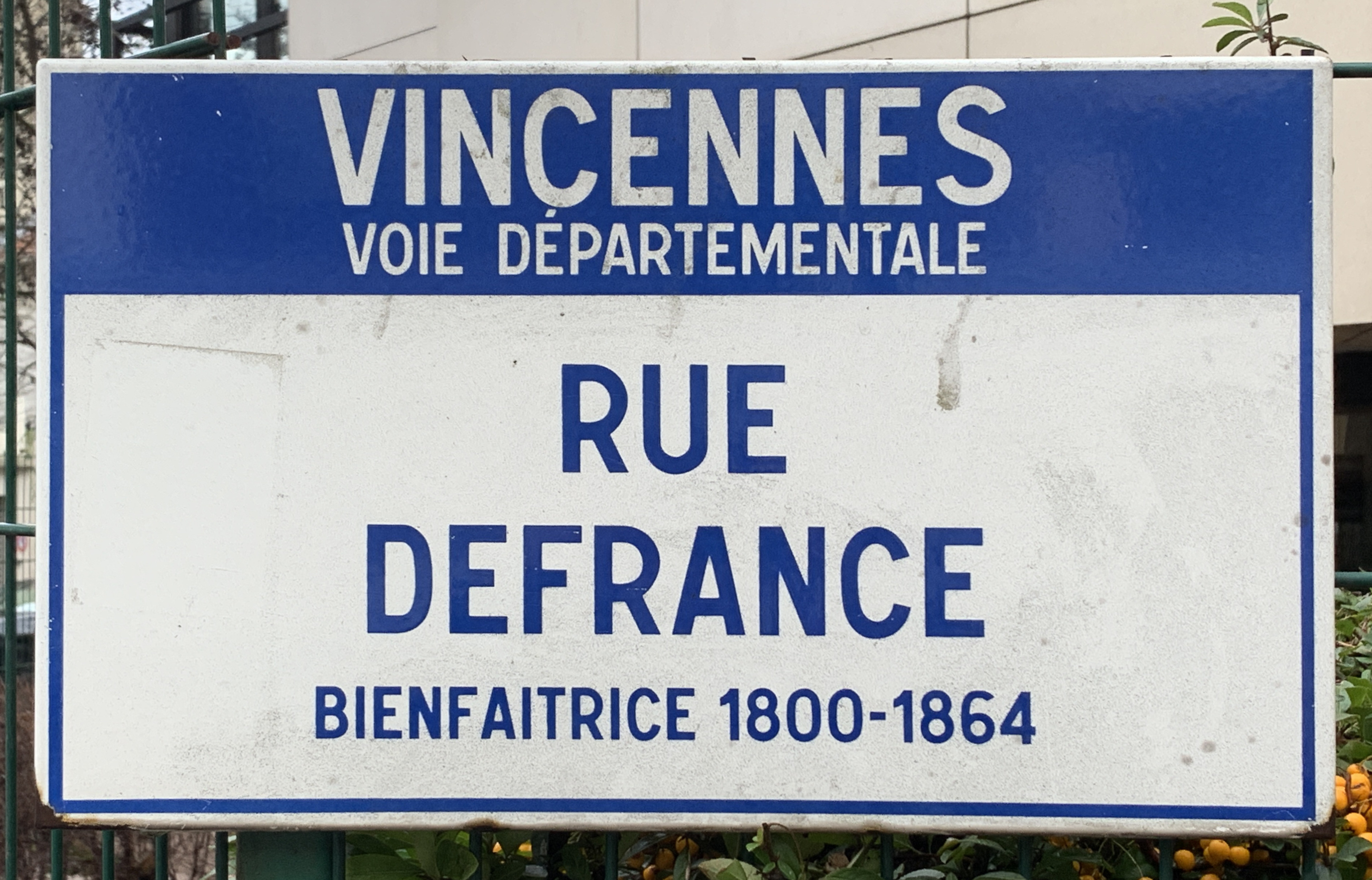
Plaque Rue Defrance.
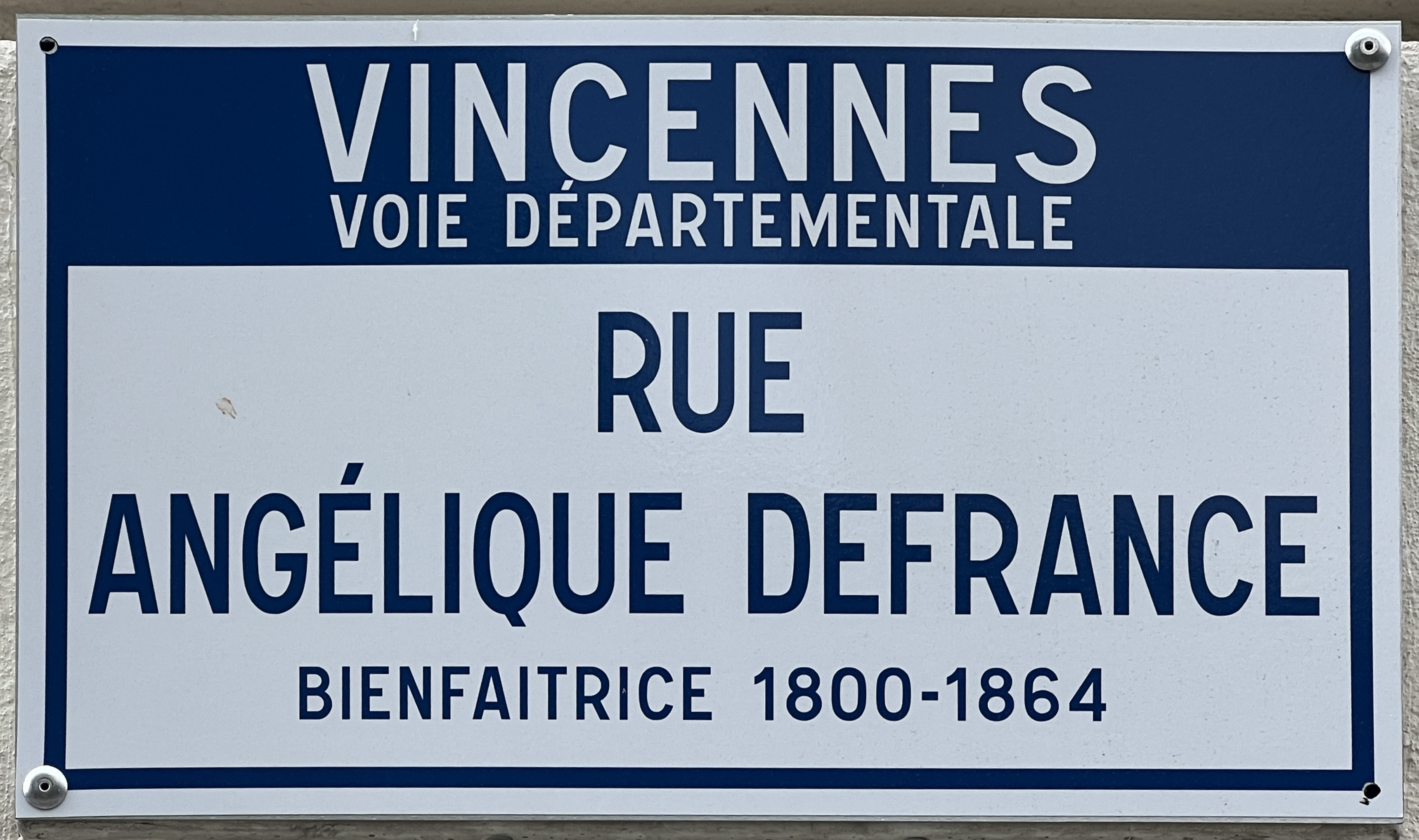
Plaque Rue Angélique Defrance mise en place en 2023.

Depuis le 3 février 1893, cette rue tient son nom d'Angélique Defrance (1800-1864), institutrice, qui légua à la commune une propriété située rue de Fontenay. Dans son testament, elle souhaita aussi que deux religieuses de la congrégation des Sœurs de la Providence de Portieux s'établissent à Vincennes pour soigner les malades à domicile.

## Historique
Le 15 septembre 1918, durant la Première Guerre mondiale, deux bombes explosent sur les nos 18 et 45 rue Defrance, lors d'un raid effectué par des avions allemands.

## Bâtiments remarquables et lieux de mémoire

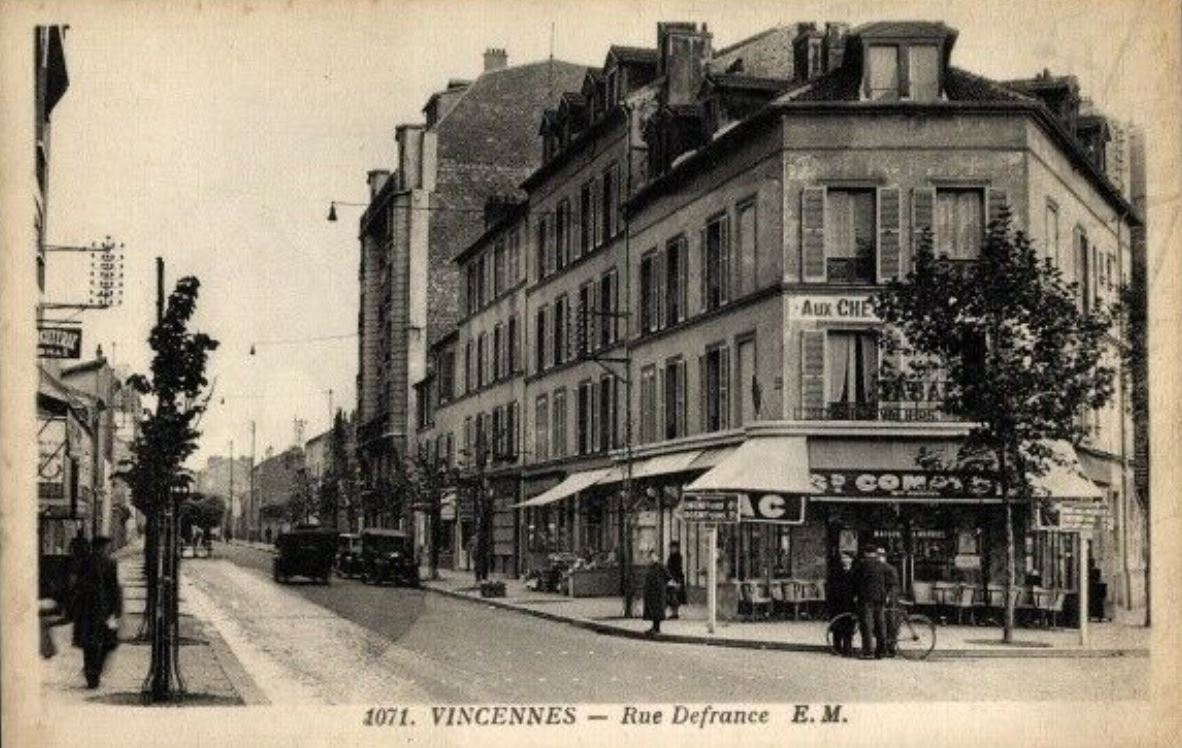
La rue Defrance à Vincennes.

- Cette rue était parcourue par la ligne 6 des Chemins de fer nogentais (devenue 118 sous l'exploitation de la STCRP), qui reliait la place de la République à Paris à la gare du Raincy - Villemomble - Montfermeil.
- Cimetière ancien de Vincennes.
- Ancienne Cité industrielle, dite Cité de la Jarry[3], construite dans les années 1930, transformée en squat d'artistes[4], puis détruite en 2020[5].
- Compagnie d'arc de Vincennes, créée avant 1790[6].